# Matt McAndrew
Matthew "Matt" Brendan McAndrew (Barnegat Light, 6 de setembro de 1990) é um cantor e compositor norte-americano mais conhecido pela sua aparição na 7ª temporada do reality show The Voice Estados Unidos, onde foi o vice-campeão pelo time de Adam Levine.

## Carreira
Em março de 2014, lançou seu primeiro álbum independente chamado "View of The Pines".

### 2014:The Voice
No dia 04 de setembro de 2014, Matt anunciou que estaria competindo na 7ª temporada do reality show, sua audição foi ao ar nos Estados Unidos no dia 06 de outubro. Ele cantou "A Thousand Years" de Christina Perri, teve três cadeiras viradas (Adam Levine,Pharrell Williams e Blake Shelton), e escolheu Adam Levine como seu técnico.

#### Performances e resultados
– Versão em estúdio da apresentação atingiu o Top 10 do iTunes
| Episódio                | Música                                       | Artista Original | Data                   | Ordem | Resultado                                          |
| ----------------------- | -------------------------------------------- | ---------------- | ---------------------- | ----- | -------------------------------------------------- |
| Blind Audition          | "A Thousand Years"                           | Christina Perri  | 06 de outubro de 2014  | N/A   | Três cadeiras viradas. Escolheu Adam como técnico. |
| Battle Rounds           | "Yellow" (vs. Ethan Butler)                  | Coldplay         | 20 de outubro de 2014  | N/A   | Salvo pelo técnico                                 |
| Knockout Rounds         | "Drops of Jupiter" (vs. Rebekah Samarin)     | Train            | 3 de novembro de 2014  | N/A   | Salvo pelo técnico                                 |
| Live Playoffs (Top 20)  | "God Only Knows"                             | The Beach Boys   | 10 de novembro de 2014 | 5     | Salvo pelo público                                 |
| Live Top 12             | "Take Me to Church"                          | Hozier           | 17 de novembro de 2014 | 9     | Salvo pelo público                                 |
| Live Top 10             | "Fix You"                                    | Coldplay         | 24 de novembro de 2014 | 1     | Salvo pelo público                                 |
| Live Top 8              | "The Blower's Daughter"                      | Damien Rice      | 1 de dezembro de 2014  | 8     | Salvo pelo público                                 |
| Live Top 5 (Semifinais) | "Make It Rain"                               | Ed Sheeran       | 8 de dezembro de 2014  | 4     | Salvo pelo público                                 |
| Live Top 5 (Semifinais) | "I Still Haven't Found What I'm Looking For" | U2               | 8 de dezembro de 2014  | 7     | Salvo pelo público                                 |
| Live Finale             | "Somewhere Over the Rainbow"                 | Harold Arlen     | 15 de dezembro de 2014 | 12    | Vice-campeão                                       |
| Live Finale             | "Lost Stars" (com Adam Levine)               | Adam Levine      | 15 de dezembro de 2014 | 8     | Vice-campeão                                       |
| Live Finale             | "Wasted Love" (Música original)              | Matt McAndrew    | 15 de dezembro de 2014 | 4     | Vice-campeão                                       |

### 2015:Republic Records
No dia 13 de fevereiro de 2015, foi anunciado que Matt McAndrew assinou com a gravadora Republic Records No mesmo dia, o canal oficial do The Voice no YouTube publicou um vídeo em que Matt tatuava o "check mark" em seu pulso. Em 27 de abril de 2015, lançou seu primeiro single pós-The Voice "Counting On Love".

## Discografia

### Álbuns em estúdio
| Título              | Detalhes do Álbum                                                                 |
| ------------------- | --------------------------------------------------------------------------------- |
| "View of the Pines" | - Lançamento: 1 de março de 2014 - Álbum Independente - Formato: Download digital |

### Extended plays
| Título           | Detalhes do Álbum                                                                    |
| ---------------- | ------------------------------------------------------------------------------------ |
| "Rush in Slowly" | - Lançamento: 9 de setembro de 2016 - Álbum Independente - Formato: Download digital |

### Singles
| Título             | Ano  | Melhores posições | Melhores posições | Melhores posições | Melhores posições | Melhores posições |
| Título             | Ano  | EUA               | EUA Digital       | EUA Rock          | CAN               | CAN Digital       |
| ------------------ | ---- | ----------------- | ----------------- | ----------------- | ----------------- | ----------------- |
| "Wasted Love"      | 2014 | 14                | 5                 | –                 | 17                | 5                 |
| "Counting On Love" | 2015 | –                 | 37                | 6                 | –                 | 43                |

### Álbuns doThe Voice
| Título                                        | Detalhes do Álbum                                                                              | Melhores posições |
| Título                                        | Detalhes do Álbum                                                                              | EUA               |
| --------------------------------------------- | ---------------------------------------------------------------------------------------------- | ----------------- |
| "The Voice: The Complete Season 7 Collection" | - Lançamento: 16 de dezembro de 2014 - Gravadora: Republic Records - Formato: Download digital | 26                |

### Singles doThe Voice
| Single                                               | Ano  | Melhores posições | Melhores posições | Album                                         |
| Single                                               | Ano  | EUA               | CAN               | Album                                         |
| ---------------------------------------------------- | ---- | ----------------- | ----------------- | --------------------------------------------- |
| "A Thousand Years"                                   | 2014 | —                 | —                 | "The Voice: The Complete Season 7 Collection" |
| "Yellow" (com Ethan Butler)                          | 2014 | —                 | —                 | Sem álbum                                     |
| "Drops of Jupiter"                                   | 2014 | —                 | —                 | "The Voice: The Complete Season 7 Collection" |
| "God Only Knows"                                     | 2014 | —                 | —                 | "The Voice: The Complete Season 7 Collection" |
| "Take Me To Church"                                  | 2014 | 92                | —                 | "The Voice: The Complete Season 7 Collection" |
| "Fix You"                                            | 2014 | —                 | —                 | "The Voice: The Complete Season 7 Collection" |
| "The Blower's Daughter"                              | 2014 | 40                | 30                | "The Voice: The Complete Season 7 Collection" |
| "Make It Rain"                                       | 2014 | 81                | 95                | "The Voice: The Complete Season 7 Collection" |
| "I Still Haven't Found What I'm Looking For"         | 2014 | —                 | —                 | "The Voice: The Complete Season 7 Collection" |
| "Somewhere Over the Rainbow"                         | 2014 | —                 | —                 | "The Voice: The Complete Season 7 Collection" |
| "Lost Stars" (com Adam Levine)                       | 2014 | 83                | 86                | "The Voice: The Complete Season 7 Collection" |
| "—" denota que o single não entrou na tabela musical |      |                   |                   |                                               |